# Sons of Koop
A Sons of Koop a Koop svéd elektronikus dzsessz-együttes első lemeze.

## Számok
1. Introduktion – 1:46
2. Glömd – 4:50
3. Psalm – 4:37
4. Bjarne Riis – 2:43
5. Absolute Space – 5:05
6. Words of Tranquility – 5:13
7. Salvation – 5:04
8. Jellyfishes – 6:51
9. Once Bitten – 4:06
10. Hellsbells – 4:03